# Пфалц-Биркенфелд
Пфалц-Биркенфелд (на немски: Pfalz-Birkenfeld, Pfalz-Zweibrücken-Birkenfeld), по-късно Пфалц-Цвайбрюкен-Биркенфелд, е странична линия на пфалцските Вителсбахи. От тази линия произлизат баварските крале.

## История
Основател на линията е Карл I (1560 – 1600) от 1569 г. пфалцграф и херцог на Пфалц-Цвайбрюкен-Биркенфелд, петият син на херцог Волфганг фон Цвайбрюкен (1526 – 1569), който му оставя долната част на Графство Спонхайм. Карл избира за своя резиденция Биркенфелд. След смъртта на Карл през 1600 г. негов наследник в Биркенфелд е синът му Георг Вилхелм, който управлява до 1669 г.
През 1795 – 1797 г. Максимилиан I Йозеф управлява Пфалц-Биркенфелд-Цвайбрюкен и става 1806 г. първият баварски крал.

## Пфалцграфове на Биркенфелд

### Пфалц-Биркенфелд
- 1584 – 1600: Карл I
- 1600 – 1669: Георг Вилхелм
- 1669 – 1671: Карл II Ото

### Пфалц-Бишвайлер-Биркенфелд
- 1671 – 1717: ХКристиан II
- 1717 – 1735: Кристиан III, 1731 пфалцграф и херцог на Пфалц-Цвайбрюкен

### Пфалц-Биркенфелд-Цвайбрюкен
- 1735 – 1775: Кристиан IV
- 1775 – 1795: Карл II Аугуст Кристиан
- 1795 – 1797: Максимилиан I Йозеф